# Asterella
Asterella es un género de musgos hepáticas de la familia Aytoniaceae. Comprende 124 especies descritas y de estas, solo 65 aceptadas.

## Taxonomía
El género fue descrito por Ambroise Marie François Joseph Palisot de Beauvois  y publicado en Dictionnaire des Sciences Naturelles 3: 257. 1805.  La especie tipo es: Asterella tenella (L.) P. Beauv.

## Algunas especies aceptadas
- Asterella abyssinica (Gottsche) Grolle
- Asterella africana (Mont.) A. Evans
- Asterella alpina (Stephani) D.G. Long
- Asterella angolensis (Stephani) S.W. Arnell
- Asterella angusta (Stephani) Pandé, K.P. Srivast. & Sultan Khan
- Asterella australis (Taylor) Verd.